# Teobald Bavarski
Teobald, tudi Teodebald, Teodolt ali Teodalt, je bil vojvoda Bavarske najmanj od leta 711, ko ga  oče Teodo Bavarski imenoval za sovladarja Passaua ali Salzburga, do svoje smrti  * ni znano, † 717/719. 
Oče je malo pred letom 715 svojo vojvodino razdelil med svoje štiri sinove, vendar ni znano kako. Delitev je začela veljati po njegovi smrti leta 716. Če je bila delitev ozemeljska, je iz omemb vojn s Turingijo razvidno, da je imel Teobald prestolnico v Regensburgu in da je bilo njegovo ozemlje istovetno z ozemljem regensburške  škofije.
Teobaldovo ime se pogosto pojavlja v Salzburškem kodeksu (Salzburger Verbrüderungsbuch) iz leta 784. Poročen je bil z Biltrudo, ki je bila njegova prva ali druga žena. Prvič je bil morda poročen z neko Valdrado, ki bi lahko bila žena njegovega mlajšega brata Tasila. Biltruda se je kasneje poročila s Teobaldovim mlajšim bratom in naslednikom Grimoaldom.